# Rozdrojovice
Rozdrojovice (en allemand : Rosdrojowitz) est une commune du district de Brno-Campagne, dans la région de Moravie-du-Sud, en République tchèque. Sa population s'élevait à 1 075 habitants en 2020.

## Géographie
Rozdrojovice se trouve à 6 km au sud-sud-ouest de Kuřim, à 10 km au nord-ouest de Brno et à 176 km au sud-est de Prague.
La commune est limitée par Moravské Knínice au nord, par Jinačovice au nord-est, par Brno à l'est, au sud et à l'ouest.

## Histoire
La première mention écrite de la localité date de 1402.